# Abdul Bahar-ud-Din Rahum
Abdul Bahar-ud-Din Rahum (* 20. Oktober 1949) ist ein ehemaliger malaysischer Radrennfahrer.

## Sportliche Laufbahn
Abdul Bahar-ud-Din Rahum  war im Straßenradsport aktiv und Teilnehmer der Olympischen Sommerspiele 1972 in München. Im Mannschaftszeitfahren kam Malaysia mit Abdul Bahar-ud-Din Rahum, Daud Ibrahim, Saad Fadzil und Omar Haji Saad auf den 35. und damit letzten Rang im Wettbewerb. Das olympische Straßenrennen beendete er nicht. Er war der einzige Starter aus Malaysia im Einzelrennen.